# خفاش بینی‌برگه‌ای ایرانی
خفاش بینی‌برگه‌ای ایرانی (نام علمی: Triaenops persicus) گونه‌ای خفاش با جثه کوچک دندانه‌های بالای برگه بینی بلندتر و تیزتر است. یک زائده استخوانی نیز در انگشت چهارم دست آن مشاهده می‌شود.
این خفاش در ساختمان‌های قدیمی، قنات‌ها و دیگر مناطق تاریک واقع در نواحی گرم و خشک با بوته زارها و درختان زندگی می‌کند. طول سر و تنه آن ۳۵ تا ۵۰ میلی‌متر و وزن آن میان ۸ تا ۱۵ گرم است.